# Methil
Methil (in lingua Scots Methul) è una città della Scozia, situata nell'area amministrativa del Fife. Assieme a Buckhaven, Leven, Kennoway, Lower Largo, Windygates e altri piccoli insediamenti forma la conurbazione di Levenmouth.